# ベンジャミン・ウィテカー
ベンジャミン・ウィテカー（Benjamin Whittaker、1997年6月6日 - ）は、イングランドのプロボクサー。ウェスト・ミッドランズダーラストン出身。東京オリンピックライトヘビー級銀メダリスト。
ベン・ウィテカーとも表記される。

## 来歴

### アマチュア時代
2017年9月、世界選手権に75kg級で出場し、準々決勝で敗れた。
2018年4月、コモンウェルスゲームズに75kg級で出場し、準々決勝で敗れた。
2019年9月、世界選手権に81kg級で出場し、準決勝で敗れ銅メダルを獲得した。
2021年、東京オリンピックにライトヘビー級（81kg）で出場し、決勝でキューバのアルレン・ロペスに1-4の判定で敗れ銀メダルを獲得した。なお、表彰式の際にウィテカーが銀メダルを首にかけずにポケットに入れ、終始不貞腐れた態度を取っていたことが物議を醸し、ウィテカーは後に「金メダルを獲る夢が叶わず、あの時は銀メダルを祝う気持ちになれなかった」と釈明している。

### プロ時代
2022年7月30日、プロデビュー戦を行い2回21秒KO勝ち。
2024年6月15日、ロンドンのセルハースト・パークにてクリス・ビラム＝スミス対リチャード・リアクポーの前座で、IBFインターナショナルライトヘビー級王座決定戦でエズラ・アレニェカと対戦し、10回3-0（100-89、99-90×2）の判定勝ちを収め王座獲得に成功した。
2024年10月12日、サウジアラビア・リヤドのキングダム・アリーナにてアルツール・ベテルビエフ対ディミトリー・ビボルの前座でリアム・キャメロンとWBOグローバルライトヘビー級王座決定戦を行い、5回終了時に組み合った際に両者共にリング外のエプロンへ転倒し、ウィテカーが負傷により試合続行不可能となったため、その時点までの負傷判定決着となり1-1の判定ドロー。WBOグローバル王座獲得に失敗したものの、IBFインターナショナル王座の初防衛に成功した。

## 人物・エピソード
- アニメ好きとして知られ、はじめの一歩、ドラゴンボール、NARUTO、ONE PIECE等に関連したタトゥーを身体中に入れている[8]。

## 戦績
- プロボクシング：10戦 9勝 (6KO) 無敗 1分

| 戦           | 日付           | 勝敗 | 時間    | 内容         | 対戦相手                     | 国籍         | 備考                                                             |
| ------------ | -------------- | ---- | ------- | ------------ | ---------------------------- | ------------ | ---------------------------------------------------------------- |
| 1            | 2022年7月30日  | ☆    | 2R 0:21 | KO           | グレッグ・オニール           | イギリス     | プロデビュー戦                                                   |
| 2            | 2022年8月20日  | ☆    | 6R      | 判定 3-0     | ピータル・ノジッチ           | クロアチア   |                                                                  |
| 3            | 2023年5月6日   | ☆    | 3R 0:13 | TKO          | ジョーダン・グラント         | イギリス     |                                                                  |
| 4            | 2023年7月1日   | ☆    | 8R 1:49 | TKO          | ウラジミール・ベルイスキー   | スロバキア   |                                                                  |
| 5            | 2023年12月10日 | ☆    | 4R 0:54 | KO           | スティーブン・ドレッドハージ | イタリア     |                                                                  |
| 6            | 2024年2月3日   | ☆    | 5R 1:57 | TKO          | ハリド・グレイディア         | フランス     |                                                                  |
| 7            | 2024年3月31日  | ☆    | 8R      | 判定 3-0     | レオン・ウィリングス         | イギリス     |                                                                  |
| 8            | 2024年6月15日  | ☆    | 10R     | 判定 3-0     | エズラ・アレニェカ           | ナイジェリア | IBFインターナショナルライトヘビー級王座決定戦                    |
| 9            | 2024年10月12日 | △    | 6R      | 負傷判定 1-1 | リアム・キャメロン           | イギリス     | WBOグローバルライトヘビー級王座決定戦 IBFインターナショナル防衛1 |
| 10           | 2025年4月20日  | ☆    | 2R 2:55 | TKO          | リアム・キャメロン           | イギリス     | IBFインターナショナル防衛2                                       |
| テンプレート |                |      |         |              |                              |              |                                                                  |

## 獲得タイトル
- アマチュア
  - 東京オリンピックライトヘビー級銀メダル

- プロ
  - IBFインターナショナルライトヘビー級王座（防衛1）